# Rajd Azorów 2009
Rezultaty Rajdu Azorów (44. SATA Rallye Açores 2009), eliminacji Intercontinental Rally Challenge w 2009 roku, który odbył się w dniach 7 maja - 9 maja. Była to czwarta runda IRC w tamtym roku oraz trzecia szutrowa, a także trzecia w mistrzostwach Portugalii. Bazą rajdu było miasto Ponta Delgada. Zwycięzcami rajdu została brytyjsko-irlandzka załoga Kris Meeke i Paul Nagle jadąca Peugeotem 207 S2000. Wyprzedzili oni Czechów Jana Kopeckiego i Petra Starego w Škodzie Fabii S2000 oraz Francuzów Nicolasa Vouilloza i Nicolasa Klingera w Peugeocie 207 S2000.
Rajdu nie ukończyło 20 zawodników. Fin Juho Hänninen (Škoda Fabia S2000) miał wypadek na 10. oesie. Na 11. oesie odpadł Francuz Julien Maurin (Volkswagen Polo S2000), a na 12. - Włoch Giandomenico Basso (Fiat Abarth Grande Punto S2000). Z kolei na 2. oesie wypadek miał Portugalczyk Adruzilo Lopes (Subaru Impreza WRX STi).

## Klasyfikacja ostateczna
| Miejsce                                  | Zawodnik                 | Pilot                    | Samochód                 | Czas                     | Strata                   | Punkty                   |
| IRC (punktowane pozycje)                 | IRC (punktowane pozycje) | IRC (punktowane pozycje) | IRC (punktowane pozycje) | IRC (punktowane pozycje) | IRC (punktowane pozycje) | IRC (punktowane pozycje) |
| ---------------------------------------- | ------------------------ | ------------------------ | ------------------------ | ------------------------ | ------------------------ | ------------------------ |
| 1.                                       | Kris Meeke               | Paul Nagle               | Peugeot 207 S2000        | 2:36:48.3                |                          | 10                       |
| 2.                                       | Jan Kopecký              | Petr Starý               | Škoda Fabia S2000        | 2:37:41.4                | +53.1                    | 8                        |
| 3.                                       | Nicolas Vouilloz         | Nicolas Klinger          | Peugeot 207 S2000        | 2:37:53.1                | +1:04.8                  | 6                        |
| 4.                                       | Freddy Loix              | Frédéric Miclotte        | Peugeot 207 S2000        | 2:39:03.5                | +2:15.2                  | 5                        |
| 5.                                       | Fernando Peres           | Pedro José Silva         | Mitsubishi Lancer Evo IX | 2:41:33.5                | +4:45.2                  | 4                        |
| 6.                                       | Franz Wittmann Jr.       | Bernhard Ettel           | Mitsubishi Lancer Evo IX | 2:42:21.5                | +5:33.2                  | 3                        |
| 7.                                       | Conrad Rautenbach        | Daniel Barritt           | Peugeot 207 S2000        | 2:42:24.1                | +5:35.8                  | 2                        |
| 8.                                       | Ricardo Moura            | Sancho Eiró              | Mitsubishi Lancer Evo IX | 2:42:29.6                | +5:41.3                  | 1                        |
| Mistrzostwa Portugalii (pierwsza trójka) |                          |                          |                          |                          |                          |                          |
| 1. (5.)                                  | Fernando Peres           | Pedro José Silva         | Mitsubishi Lancer Evo IX | 2:41:33.5                |                          |                          |
| 2. (8.)                                  | Ricardo Moura            | Sancho Eiró              | Mitsubishi Lancer Evo IX | 2:42:29.6                | +56.1                    |                          |
| 3. (9.)                                  | Bruno Magalhães          | Carlos Magalhães         | Peugeot 207 S2000        | 2:43:51.8                | +2:18.3                  |                          |

## Zwycięzcy odcinków specjalnych
| Dzień      | Odcinek | G. rozp. | Nazwa                       | Długość  | Zwycięzca        | Czas    | Lider rajdu |
| ---------- | ------- | -------- | --------------------------- | -------- | ---------------- | ------- | ----------- |
| 1 (7 maja) | SS1     | 18:20    | SSS Grupo Marques 1         | 1,70 km  | Freddy Loix      | 1:45.0  | Freddy Loix |
| 2 (8 maja) | SS2     | 10:12    | Feteiras 1                  | 7,47 km  | Juho Hänninen    | 5:49.7  | Kris Meeke  |
| 2 (8 maja) | SS3     | 10:37    | S. Cidades 1                | 14,64 km | Kris Meeke       | 10:18.5 | Kris Meeke  |
| 2 (8 maja) | SS4     | 11:16    | Pinhal da Paz 1             | 13,82 km | Kris Meeke       | 10:03.4 | Kris Meeke  |
| 2 (8 maja) | SS5     | 13:05    | Marques 1                   | 13,50 km | Jan Kopecký      | 8:21.3  | Kris Meeke  |
| 2 (8 maja) | SS6     | 13:45    | Coroa da Mata 1             | 7,36 km  | Freddy Loix      | 6:25.1  | Kris Meeke  |
| 2 (8 maja) | SS7     | 14:24    | L. Maia / Achada Das Furnas | 18,20 km | Kris Meeke       | 11:49.4 | Kris Meeke  |
| 2 (8 maja) | SS8     | 17:15    | Feteiras 2                  | 7,47 km  | Kris Meeke       | 5:43.1  | Kris Meeke  |
| 2 (8 maja) | SS9     | 17:40    | S. Cidades 2                | 14,64 km | Kris Meeke       | 10:12.3 | Kris Meeke  |
| 2 (8 maja) | SS10    | 18:19    | Pinhal da Paz 2             | 13.82 km | Kris Meeke       | 9:56.0  | Kris Meeke  |
| 3 (9 maja) | SS11    | 09:22    | Ribeira Grande 1            | 7,24 km  | Kris Meeke       | 5:52.0  | Kris Meeke  |
| 3 (9 maja) | SS12    | 10:17    | Graminhais 1                | 21,78 km | Kris Meeke       | 16:50.9 | Kris Meeke  |
| 3 (9 maja) | SS13    | 11:05    | Tronqueira 1                | 21,94 km | Juho Hänninen    | 19:33.4 | Kris Meeke  |
| 3 (9 maja) | SS14    | 13:37    | Marques 2                   | 13,50 km | Juho Hänninen    | 8:27.9  | Kris Meeke  |
| 3 (9 maja) | SS15    | 14:16    | Coroa da Mata 2             | 7,36 km  | Nicolas Vouilloz | 6:29.9  | Kris Meeke  |
| 3 (9 maja) | SS16    | 14:52    | SSS Grupo Marques 2         | 1,70 km  | Juho Hänninen    | 1:51.0  | Kris Meeke  |
| 3 (9 maja) | SS17    | 16:52    | Graminhais 2                | 21,78 km | Kris Meeke       | 16:47.8 | Kris Meeke  |
| 3 (9 maja) | SS18    | 17:40    | Tronqueira 2                | 21,95 km | odcinek odwołany | -       | Kris Meeke  |